# Septembre 1830

## Événements

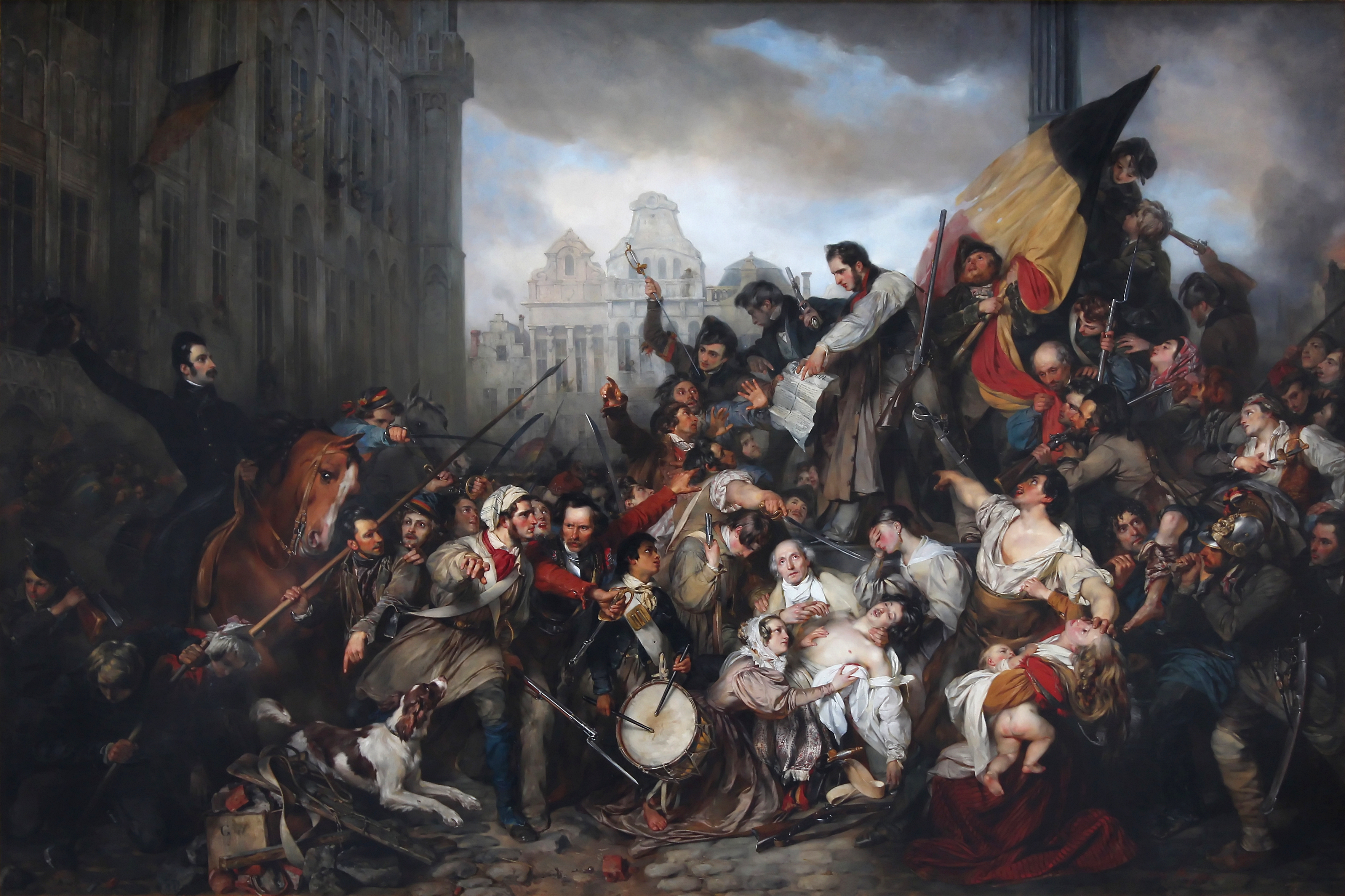
Épisode des Journées de septembre 1830 sur la place de l'Hôtel de Ville de Bruxelles, Gustave Wappers

- Mouvements libéraux en Saxe, au Brunswick (7-8 septembre), en Hesse, en Prusse rhénane, encouragés par la révolution de Juillet en France. Abdication des souverains et réformes libérales au Brunswick et en Hesse. Au Hanovre, les étudiants de Göttingen créent une milice qui impose au souverain une constitution. En Allemagne du Sud, les libéraux réunis à Hambach (Palatinat), plaident en faveur d’une République fédérale allemande et hissent le drapeau noir, rouge et or de la Burschenschaft, symbole de la nouvelle Allemagne.
- Frédéric-Auguste-Guillaume devient prince de Brunswick.

- 3 septembre, France : Talleyrand est nommé ambassadeur à Londres.

- 4 - 7 septembre, Belgique : des barricades apparaissent et l'insurrection reçoit le soutien de 400 Liégeois menés par Charles Rogier[1].

- 5 septembre :
  - Coup d'État en Colombie. Rafael Urdaneta prend le pouvoir.
  - L'empereur d'Autriche François Ier reconnaît la monarchie de Juillet.

- 12 septembre, France : loi qui soumet à la réélection les députés promus à des fonctions publiques.

- 13 septembre, Royaume-Uni : inauguration du Liverpool and Manchester Railway.

- 15 septembre, Royaume-Uni : ouverture au service commercial du Liverpool and Manchester Railway.

- 17 septembre, France : ordonnance de désignation des membres du Conseil municipal.

- 19 septembre, France : baptême d'Adèle Hugo. Sainte-Beuve est parrain.

- 20 septembre, Belgique : la garde bourgeoise de Bruxelles, formée d’éléments modérés, est désarmée par les émeutiers. Le chef de la garde, Emmanuel d'Hooghvorst se range avec le peuple et organise les insurgés[2], cependant que de nombreuses villes et provinces belges se soulèvent.

- 21 septembre, France : émeute place de Grève. Lors d'une cérémonie en mémoire des quatre sergents de La Rochelle, la rue demande l'abolition de la peine de mort.

- 23 - 26 septembre, Belgique : échec sanglant de l'intervention militaire à Bruxelles[3]. Face à l'intervention néerlandaise, les radicaux et les modérés se liguent et combattent aux côtés des insurgés auxquels se joignent des immigrés de divers pays dont des Français républicains et bonapartistes réfugiés en Belgique, ce sont les « Quatre Journées ».

- 25 septembre, France : à la Chambre des députés, le Gouvernement est interpellé sur l'agitation entretenue par les clubs républicains, notamment la Société des Amis du peuple, tandis qu'une cohorte d'habitants du quartier Montmartre envahit la salle des réunions de cette société et en disperse de force les membres.

- 26 septembre, Belgique : formation du gouvernement provisoire de la Belgique à Bruxelles. Après quatre jours de combats, les troupes hollandaises ont abandonné la presque totalité du territoire belge (Cette date du 26 septembre se trouve sur le mur de la salle des séances plénières du parlement national belge).

- 27 septembre :
  - Les insurgés belges ont repoussé les troupes néerlandaises jusqu’à l’ancienne frontière nord des Pays-Bas autrichiens.
  - France : la Chambre des députés adopte à une forte majorité un projet de loi mettant en accusation des ministres de Charles X responsables des ordonnances du 26 juillet : Polignac, Peyronnet, Chantelauze et Guernon-Ranville.

- 29 septembre : sécession des provinces belges.

- 30 septembre, France : suppression des 8 000 demi-bourses de 150 francs qui avaient été accordées aux écoles secondaires catholiques.

## Naissances
- 4 septembre : Eudore Pirmez, homme politique et industriel belge († 2 mars 1890).
- 8 septembre : Frédéric Mistral, poète français († 25 mars 1914).
- 10 septembre : Chauncey Wright (mort en 1875), philosophe et mathématicien américain.
- 15 septembre : Porfirio Díaz, président du Mexique jusqu'en 1911 († 2 juillet 1915).

## Décès
- 4 septembre : Louis-Marie Autissier, peintre français (° 8 février 1872).